# 9K111反坦克导弹
9K111巴松管反坦克导弹（俄语：Фагот，Fagot，意为“巴松管”）是苏联仪器制造设计局（图拉）和中央国家机关机械制造厂开发的一种第二代高爆反坦克（HEAT）、管射、短程、线导、反坦克导弹（ATGM）、半自动瞄准线指挥（SACLOS）系统，可从地面或车载发射。其北约代号为AT-4“刺 Spigot”。9K111与法国的“米兰”系统同属一类。

## 设计特点[4]

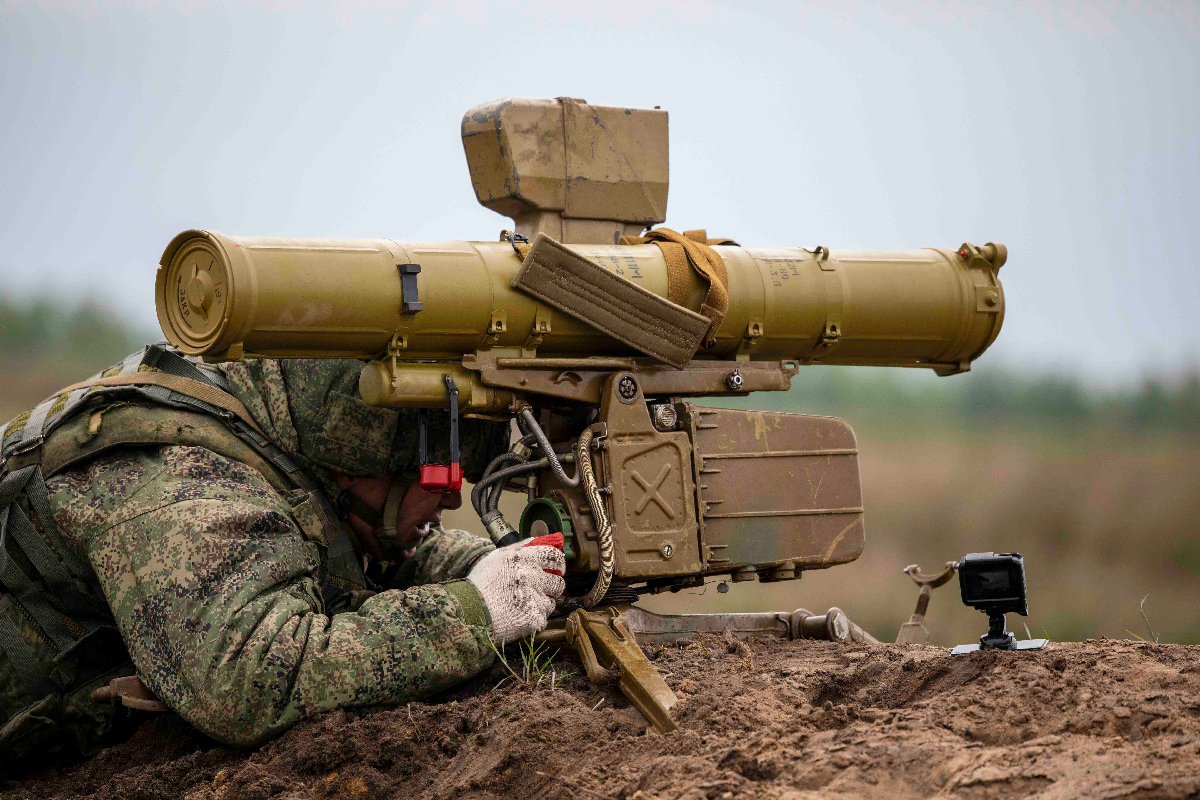
9K111巴松管反坦克导弹

9K111 Fagot系统是一种便携式系统，使用可重复使用的背负式发射器。9M111导弹由集装箱运输和发射。该导弹配备助推装药和持续火箭发动机。前部的四个小型导流片和中间的四个大型弹翼在发射过程中提供稳定性。9k111采用线导，并采用SACLOS制导。9P135轻型三脚架发射器配备光学瞄准系统和计算机器。该发射器可用于发射更大、射程更远的9M113 Konkurs导弹。
9K111 可用于摧毁正面弧上除现代坦克以外的任何装甲车辆。原版导弹的穿透力为 400 毫米均质装甲 (RHA)，而最新型导弹的穿透力可达 600 毫米均质装甲 (RHA)。原版导弹的最大射程为 2 公里，改进型导弹的最大射程为 2.5 公里。如果没有烟雾遮挡，SACLOS 制导系统即使在目标移动时也能确保良好的命中率。
9K111 是一款机动性极强的系统。配备待发射导弹的三脚架发射器重量不到 40 公斤。如果将导弹分担给多人，9K111 甚至可以由步兵长途运输。通常情况下，9K111 由车辆运输，并在车辆外使用。
9K111发射器也已安装在各种装甲车辆上。基于BRDM-2底盘的9P148坦克歼击车可以发射9M111导弹。在BMP-1P和BMD-1P机械化步兵战车上，枢轴式发射器取代了安装在73毫米低压炮顶部的9M14 Malyutka发射器。9K111不用于飞机或海军。

## 系统组成[5]
9K111 Fagot 发射系统包括：
- 折叠式便携式发射器 9P135（9P135M、9P135M-1），配备 9S451 控制设备、9Sh119M1 导弹制导装置和 9P155 发射装置，安装在9P56（9P56M）支架上
- 9M111（9M111-2）导弹在运输和发射容器中
- 备件
- 检测设备及其他辅助设备

## 操作方法[5]
1. 操作员使用光学瞄准器目视瞄准目标。反坦克导弹本身无法探测和跟踪目标，因此被视为半自动导弹。
2. 操作员发出发射反坦克导弹的命令，弹射马达启动。
3. 9M111导弹离开反坦克导弹后，会将其薄薄的不锈钢舵伸直，由于其弹性，当将其插入TPK时，它会简单地折叠起来。
4. 随着火箭的推进，控制线开始从卷轴上松开。
5. 反坦克导弹离开导弹发射装置后，导弹尾部带有灯的防护帘打开。
6. 反坦克导弹上的 9Sh119M1 光学接收器根据灯光探测反坦克导弹的角坐标，并开始通过有线方式发送指令，使反坦克导弹保持瞄准线。如果目标试图在反坦克导弹飞行过程中制造光干扰，9Sh119M1 接收器还可以通知操作员。
7. 导弹通过电磁驱动器将从反坦克导弹接收到的指令发送到方向舵。发送指令时，导弹还会使用内置陀螺仪的数据来计算其当前在空间中的角度方向。导弹的飞行轨迹呈螺旋形。
8. 由于反坦克导弹无法看到目标本身，而只能跟随操作员的视线，因此，如果目标移动，操作员必须自己保持目标在视线范围内，这需要特殊训练。

## 用户
冷战期间，苏联和大多数东欧国家广泛使用9K111。9K111也曾被广泛出口，但出口规模不及早期的9K11 Malyutka系统。9K111仍在使用和生产，预计即使有更现代化的系统可用，它仍将继续服役。